# Алкеева строфа
Алке́ева строфа́ — строфа в античном стихосложении. Как считается, впервые употреблена греческим поэтом Алкеем. В римской лирике Алкеева строфа заимствуется Горацием. В русской литературе попытки воспроизвести Алкееву строфу на базе силлабо-тонического стихосложения предпринимались Брюсовым и др.
Состав: два алкеевых одиннадцатисложных стиха + алкеев девятисложный стих + алкеев десятисложный стих.
X ¦ —U ¦ — — | —UU— | UX

X ¦ —U ¦ — — | —UU— | UX

```
U— ¦ U— | X— ¦ U— | X

—UU | —UU— | U— ¦ X
```

Οὐ χρὴ κάκοισι θῦμον ἐπιτρέπην

Προκόψομεν γαρ οὐδèν ἀσάμενοι,

       ὦ Βύκχι, φάρμακον δ᾽ ἀριστον

              οἶνον ἐνεικαμένοις μεθύσθην.
(Алкей, 335)
Mūsīs amīcūs trīstitiā[m e]t metūs

trādām protērvīs īn mare Crēticūm

```
portāre vēntīs, quīs sub Ārctō

rēx gelidāe metuātur ōrāe…
```

(Horatius, Carmina I 26, 1—4)
Люби́мец Му́з, я гру́сть и волне́ния 

Отда́м разве́ять ве́трам стреми́тельным 

В Эге́йском мо́ре. Бе́зуча́стен 

Ста́л я к тому́, кто в стране́ полно́чной…
(Гораций, Оды I 26, 1—4; перев. А. Семёнова-Тян-Шанского)